# Comtat de Corbeil
El comtat de Corbeil fou una jurisdicció feudal de França.

## Història
El comtat es devia crear al segle IX en temps de Carles III de França, quan els raids normands van fer necessari l'establiment de posicions defensives. Un cap normand hauria obtingut el territori. El castell de Corbeil, origen de la ciutat de Corbeil (avui Corbeil-Essonnes) fou fundat pel comte Aimó anomenat el Danès al que va succeir el seu fill Aimó II (mort vers 960) casat amb Elisabet que després del 960 es va casar en segones noces amb el comte Bucard IV de Vendôme el Venerable que va governar el comtat en nom del seu fillastre Albert, sent anomenat Bucard I de Corbeil. La població de Corbeil va canviar d'emplaçament i així van sorgir Corbeil i Essones. Durant el segle X es van construir les esglésies de Saint-Exupère i de Saint-Guénault (destruïdes per un incendi el 1140 però la primera reconstruïda).
Albert de Corbeil, el fill de Bucard, era comte al final del segle X i el va heretar la seva filla Germana que es va casar amb Mauger de Normandia, fill del duc Ricard I sense Por i de la seva segona esposa Gunnora. Mauger és assenyalat per Guillem de Jumiègues com un dels cinc fills del duc (dels quals anomena també un Ricard, un Robert i un Guillem). Aquest Robert podria ser el comte d'Avranchin (conegut com a Robert d'Avranches) però Guillem l'anomena com a arquebisbe de Rouen (archiepiscopum Rothomagensium). Mauger és indicat com a comte de Corbeil (Malgerium comitem Curbuliensem) per dret de la seva dona Germana de Corbeil. El comte Mauger és esmentat en un acord entre els abats de Jumièges i de Bougeuil sobre una permuta de territoris al Poitou, en carta datada l'abril del 1012, que subscriuen Ricard fill del duc Ricard…Robert arquebisbe de Rouen i Guillem i Malger, germans de Ricard comte. Guillem de Jumièges esmenta que el duc Robert II de Normandia va enviar al seu oncle patern Mauger comte de Corbeil a ajudar a Enric I de França contra la rebel·lió de la seva mare la reina Constança d'Arle el 1031/1032. Mauger va morir entre 1033 i 1040 i de la seva dona Germana va tenir un fill, Guillem Guerlenc.
Guillem Guerlenc potser era comte de Mortain (o més aviat Avranches incloent Mortain) des de vers 1026 nomenat pel duc de Normandia, i comte de Corbeil per herència materna en data desconeguda, en tot cas efectiu a la mort del seu pare, abans del 1040. Va caure en desgràcia sembla que acusat de conspirar contra el duc, i destituït en data incerta vers 1060 (algunes referències ho situen vers 1049/1051, però això s'ha comprovat erroni, i més probablement fou després del 1055, i potser entre 1060 i 1063). Va ser desterrat a la Pulla on va morir uns anys després. El 9 de juny de 1053 a l'obertura del reliquiari de Saint Denis hi havia present el comte Guillem de Corbeil i altres comtes (Walterius comes Pontisariensis, Ivo comes Bellomontensis, Walerannus comes Melledensis). Guillem estava casat i va tenir tres fills (Frederic, Payan i Renald) morint el 1067. El comtat de Mortain fou cedit del duc Guillem el Bastard després conegut com a Guillem el Conqueridor (el 1063 o abans) al seu germanastre matern Robert. El comtat de Corbeil (que no era feu de Normandia sinó de França) va passar a un net de Guerlenc, fill de Renald, de nom Boucard (II de Corbeil) que el 1071 apareix fent construir les fortificacions del claustre de l'església principal de Corbeil. Vers aquesta època el territori a l'entorn de Corbeil i d'Essonnes es va omplir de vinyes i es va construir la prioral de Sant Joan Baptista.
Boucard II de Corbeil va morir en una data entre 1071 i 1080. "Buccardus…Corbolensium comes" va fer una donació a l'abadia de Saint-Spire de Corbeil per carta de 1071 i va morir després a mans d'Esteve de Blois ([steve d'Anglaterra) en la guerra contra Felip I de França. Es va casar amb Adelaida de Crècy (morta el 1104) senyora de Gournay-sur-Marne. El seu fill Odó (un dels dos fills que va tenir amb Adelaida) ja apareix com a comte el 1080. Adelaida es va casar en segones noces amb Guiu II comte de Rochefort i senyor de Montlhéry
Odó (o Eudes) fou fill de Boucard i apareix el 1080 en una donació "in terra Morissarti" a l'abadia de Saint-Martin de Pontoise a petició de la seva mare la "comtessa de Crècy". Suger a la Vita Ludovici esmenta que "Guido Rubeus filiusque eius Hugo Creciacensis…fratri Corboilensi Odoni" (Hug de Crècy el Jove, fill de Guiu el Roig de Rochefort i Montlhéry, i el seu germanastre per part de mare Odó de Corbeil) es van rebel·lar durant el regnat de Lluís VI de França. Odó s'esmenta per darrer cop el 1112. Adelaida (Aleidis) apareix en una donació datada entre el 1108 i el 1116 on especifica que era monja a Marcigny. Una donació del 1126 té uns protagonistes difícils d'identificar "Gozellus comes Edessanus" amb consentiment de "filii sui abbatis dicti monasterio Gilduino", per "dominus Galeran comitissæ de Corboil". Es va casar amb Erard III de Puiset vescomte de Chartres, fill d'Hug I de Puiset àlies Hug Blavons.
Aquí les informacions són confuses. S'esmenta a Adelaida de Corbeil casada en segones noces amb Guiu II de Rochefort i Montlhéry, però això sembla una confusió amb la seva mare Adelaida de Crecy, que no tenia cap dret a Corbeil. Altres referències assenyalen a Elisa de Corbeil, filla de Bucard II casada amb Guiu II comte de Rochefort i senyor de Momthlèry. Abans del 1120, probablement després de la victòria de Lluís VII sobre Hug el Jove o Odó entre 1108 i 1112, el rei Lluís VI el Gros va unir el comtat al domini reial junt amb Monthlèry i Adelaida de Corbeil, monja, fou només hereva nominal. Lluís va fer reconstruir el castell de Corbeil a la riba dreta del riu. Quan fou annexionat el comtat de Corbeil estava a tocar dels dominis reials.

## Vescomtat de Corbeil
Sota els reis de França es van nomenar vescomtes la major part desconeguts. El 1162 en una carta de Lluís VII de França s'esmenta a Gilbert com a vescomte de Corbeil en una donació de terres a Sofleth a Notre-Dame des Vaux de Cernay feta per Mabil·la esposa de Gilbert, vescomte de Corbeil, i el seu fill Anselí ("Mabilia uxor Gilleberti, Curboliensis vicecomitis, et Anselinus filius eius").

## Llista de comtes
- Aimó I (o Hamó I) el Danes vers 900
- Aimó II (fill) ?-vers 960
- Burcard (padrastre del següent), regent vers 960-965
- Albert (fill d'Aimó II) vers 960- després de 1000
- Germana (filla) després de 1000-?
- Malger (consort) després-1033/1040
- Guillem Guerlenc vers 1033/1040-1063 (comte de Mortain des de 1026)
- Burcard II (net) 1063-1080
- Odó (fill) 1080-1112
- Adelaida (germana) 1112-1120
- A la corona francesa abans de 1020.